# 伦佐·皮亚诺

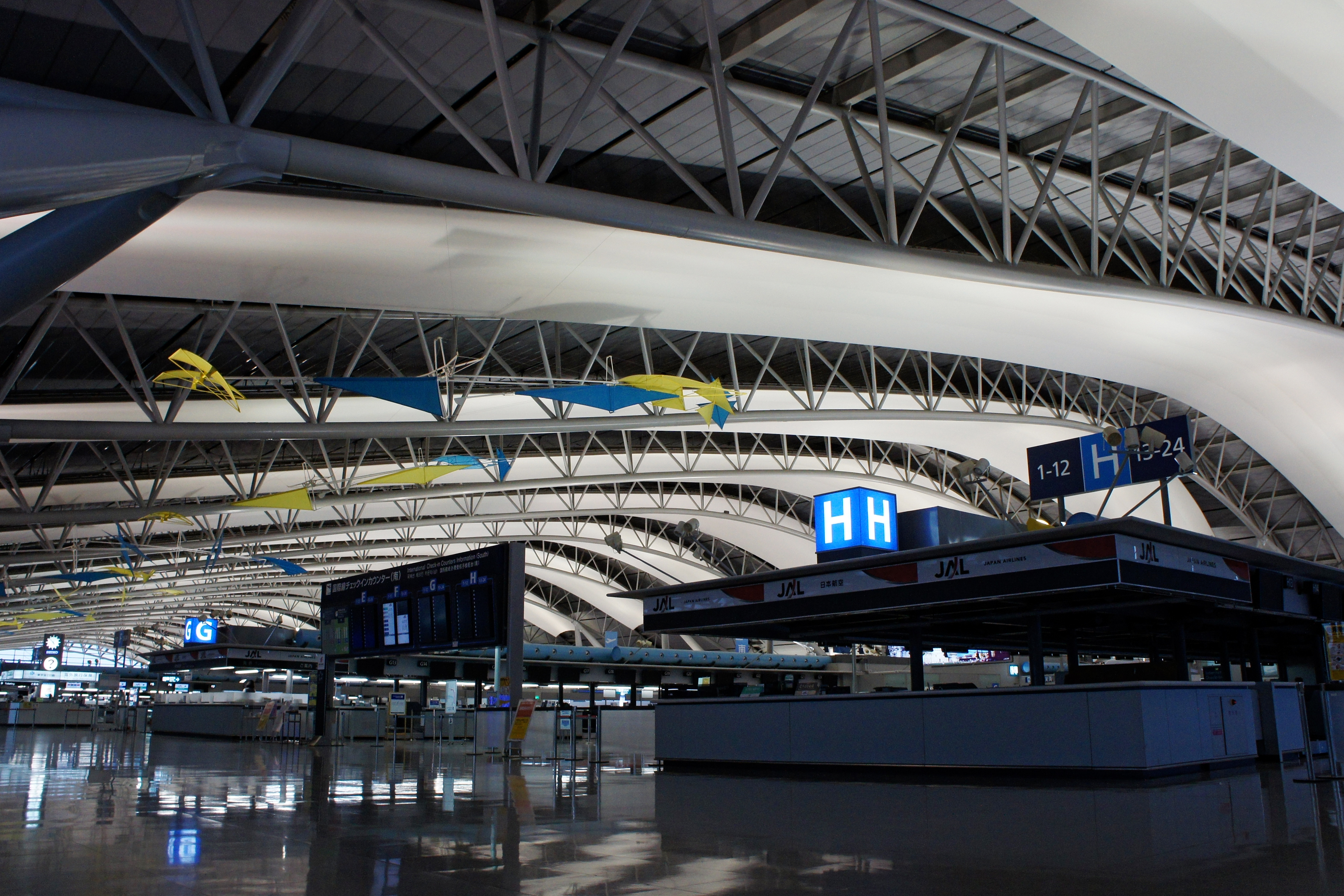
关西国际机场，大阪（1988-1994）

伦佐·皮亚诺（義大利語：Renzo Piano，1937年9月14日—），意大利建筑师。1998年第二十届普利兹克奖得主。因对热那亚古城保护的贡献，他亦获选联合国教科文组织亲善大使。

## 生平
他出生于热那亚，目前仍于这一古城定居及工作。他受教并于其后执教于米兰理工大学（Politecnico dI Milano）。1965年-1970年，他为路易·康和Makowsky工作。1971年-1977年，他与理查德·罗杰斯共事，期间最著名的作品为巴黎的蓬皮杜艺术中心（1977）。他的設計風格被認為是高科技建築。

## 重要作品
- 蓬皮杜艺术中心，巴黎（1971-1977）
- 关西国际机场，大阪（1988-1994）
- 圣尼古拉球场，巴里（1990）
- 提巴欧文化中心（英语：Jean-Marie_Tjibaou_Cultural_Centre），Nouméa, 新喀里多尼亚（1991-1998）
- Beyeler基金会博物馆，巴塞尔（1992-1997）
- 波茨坦广场改造，柏林（1992-2000）
- 碎片大廈，倫敦（2000-12）
- Maison Hermès，東京（2001）
- 音乐公园礼堂，罗马（1994-2002）
- 紐約時報大廈，紐約（2003-2007）
- 保罗·克利中心，伯尔尼（2005）
- 哈佛藝術博物館改造，劍橋（2008-2014）
- 杭州天目里，杭州（2014-）
- 富邦信義A25總部，台北（2017-）

## 荣誉

### 意大利勋章奖章
- 意大利共和国功绩骑士大十字勋章（1990年3月24日公布[1]）
- 文化艺术功绩金奖章（意大利语：Medaglia ai benemeriti della cultura e dell'arte）（1994年3月28日公布[2]）

### 外国勋章奖章
- 智者阿方索十世大十字勋章（西班牙，2017年11月3日公布[3]）
- 旭日中绶章（日本，2018年4月29日公布[4]，2018年10月19日于罗马朱斯蒂尼亚尼宫（意大利语：Palazzo_Giustiniani_(Roma)）颁发[5]）